# Battaglia di Stresow
La battaglia di Stresow venne combattuta il 16 novembre 1715 nell'ambito dei più vasti eventi della grande guerra del Nord: un'armata di truppe prussiane, sassoni e danesi guidata da Leopoldo I di Anhalt-Dessau prese terra sull'isola tedesca di Rügen, all'epoca un possedimento della Svezia, venendo affrontata da una forza svedese guidata dallo stesso re Carlo XII; i coalizzati furono in grado di resistere agli assalti svedesi fino a indurli a ritirarsi, assicurandosi il controllo dell'intera isola.

## Antefatti
Dopo la pesante sconfitta patita nella battaglia di Poltava dell'8 luglio 1709, le forze svedesi dovettero arretrate sotto le rinnovate offensive della coalizione composta da Regno russo, Danimarca-Norvegia, Sassonia e Confederazione polacco-lituana, a cui poi si aggiunsero, nel corso del 1715, anche Elettorato di Hannover e Regno di Prussia; i possedimenti svedesi posti lungo la riva meridionale del mar Baltico e nella Germania settentrionale finirono ben presto tagliati fuori e assediati dai coalizzati, capitolando uno dopo l'altro. Nell'aprile del 1711 un'armata russa, danese e sassone invase la Pomerania svedese e pose l'assedio al porto di Stralsund, roccaforte e centro strategico della Svezia in terra tedesca: il primo assedio di Stralsund in buona sostanza fallì sia per la pronta reazione degli svedesi, che fecero subito affluire dei rinforzi, sia perché gli alleati non riuscirono a bloccare la città dal mare, visto che gli accessi al porto erano protetti dall'isola di Rügen, separata da Stralsund da uno stretto braccio di mare e da cui gli assediati potevano tenere sotto tiro le linee nemiche
All'inizio dell'estate del 1715 una nuova armata di truppe danesi e sassoni, a cui si aggiunsero i nuovi alleati prussiani, decise di porre nuovamente sotto assedio la città di Stralsund, dove lo stesso re Carlo XII, da poco rientrato dalla prigionia patita nell'Impero ottomano dopo la sconfitta di Poltava, aveva assunto la guida delle forze svedesi; memori del precedente insuccesso, i coalizzati decisero di catturare come prima cosa l'isola di Rügen, per poi avanzare su due lati contro la stessa Stralsund.

## La battaglia
La sera del 15 novembre 1715 quasi 20 000 uomini tra prussiani, danesi e sassoni presero terra sull'isola di Rügen, sbarcando nella baia vicino al villaggio di Stresow (oggi una frazione di Putbus) sotto il comando del generale prussiano Leopoldo I di Anhalt-Dessau; contro il parere dei suoi ufficiali, Leopoldo ordinò di fortificare da tutti i lati la testa di ponte stabilita sulla spiaggia: i coalizzati scavarono delle trincee, alzarono dei terrapieni  e fissarono dei cavalli di Frisia, oltre a piazzare delle sentinelle tutt'intorno.
A Stralsund Carlo XII apprese dello sbarco e subito si mosse per fronteggiare questa minaccia, sperando di poter cogliere i coalizzati mentre ancora si stavano riorganizzando sulla spiaggia; in piena notte il monarca e suoi stretti ufficiali si imbarcarono su una barca da pesca e lasciarono la città alla volta di Rügen. Le informazioni sulla consistenza numerica dei reparti nemici sbarcati erano scarse, e Carlo, puntando tutto sulla rapidità d'azione, mise insieme una forza raccogliticcia e mosse subito alla vota di Stresow: gli svedesi mettevano in campo 750 fanti e 2 200 cavalieri, accompagnati da 8 pezzi d'artiglieria. L'armata di Leopoldo, rinforzata da successivi sbarchi, era però molto più ampia di quanto gli svedesi si aspettassero, disponendo ormai di 19 500 fanti, 3 500 cavalieri e 26 pezzi d'artiglieria.
Nelle prime ore del mattino del 16 novembre gli svedesi raggiunsero il campo fortificato dei coalizzati sulla spiaggia di Stresow: gli alleati erano pronti per la battaglia e schierati in formazione dietro le loro fortificazioni in attesa del nemico. Carlo XII lanciò subito la sua cavalleria pesante in un assalto frontale contro le postazioni nemiche, ma l'attacco fallì quasi subito il quanto gli svedesi non riuscirono a superare i trinceramenti dei coalizzati. Un secondo attacco, meglio preparato, fu lanciato poco dopo dalla fanteria svedese, innescando subito una furiosa mischia con le truppe dei coalizzati che tuttavia furono in grado di reggere; Carlo XII, come suo solito, guidava le truppe dalla prima linea, e dopo aver avuto il cavallo ucciso sotto di lui rimase leggermente ferito a una spalla mentre combatteva nel settore della linea tenuto dalle truppe danesi. Carlo inviò un ufficiale danese fatto prigioniero dal comandante nemico per chiedere la resa dei coalizzati, ma per tutta risposta Leopoldo sparò al messaggero onde far capire che la sua armata non si sarebbe mai arresa.
Dopo circa un'ora di pesanti combattimenti, Carlo XII decise di interrompere gli ormai insensati assalti e diede ordine alle sue forze di ritirarsi: nonostante la brevità dell'azione gli svedesi avevano subito pesanti perdite, con circa 400 morti e un centinaio di feriti, oltre ad aver abbandonato in mano al nemico tutti i loro pezzi d'artiglieria; Carlo perse inoltre diversi dei suoi ufficiali più fidati, tra cui il comandante della cavalleria generale Christian Albrecht von Grothusen, ferito a morte, a cui fu poi dedicato un monumento eretto sulla spiaggia nel punto dove era stato colpito. I coalizzati ebbero invece un totale di circa 180 perdite tra morti e feriti (93 danesi, 36 sassoni e 49 prussiani).
Il fallito tentativo di respingere le truppe coalizzate indebolì la guarnigione svedese di Rügen: il re stesso abbandonò l'isola quello stesso giorno, e ciò che rimaneva della forza svedese ripiegò rapidamente alla volta di Stralsund. Con Rügen in loro possesso, gli alleati poterono bloccare Stralsund anche dal lato del mare, tagliando i collegamenti tra la città e la Svezia e segnandone il destino: il 23 dicembre 1715 Carlo XII e i resti della guarnigione svedese abbandonarono Stralsund alla volta della madrepatria, e il giorno seguente la città si consegnò agli alleati.